# Ximena Navarrete
Ximena Navarrete (született Jimena Navarrete Rosete, Guadalajara, Jalisco állam, Mexikó, 1988. február 22.) mexikói modell, színésznő, a Miss Universe 2010 cím birtokosa, az 1952-ben megalapított Miss Universe nemzetközi szépségverseny 59. győztese.

## Élete és pályafutása
Mexikó Jalisco államában, Guadalajarában született és nevelkedett, kétgyermekes családban. 16 éves korában kezdett modellkedni, majd táplálkozástant tanult a Valle de Atemajac Egyetemen.
2009. július 6-án Jalisco állam szépévé választották, így kapva lehetőséget a szeptember 20-ai Nuestra Belleza México (Mexikó szépe) versenyen való indulásra. 31 másik versenyzőt legyőzve nyerte el az első helyet, és a Miss Universe 2010 versenyen való indulási jogot.
A 2010. augusztus 23-án megtartott 59. Miss Universe-versenyen 83 versenyző között választották győztesnek. Navarrete a rendezvénysorozat második mexikói győztese az 1991-es nyertes, Lupita Jones után, aki a Miss Mexikó verseny főszervezője.
A verseny egyik díjaként a következő győztes megválasztásáig New Yorkban élhetett, közös apartmanban a Miss USA és a Miss Teen USA győztesekkel, amit a három szépségverseny közös tulajdonosa, Donald Trump és az NBC televíziótársaság biztosít a számukra. Navarrete Miss Universe-ként a versenyt szervező Miss Universe Organization (MUO) munkájában vett részt, melynek fő tevékenysége az AIDS elleni küzdelemben való jótékonysági részvétel.
2013-ban főszerepet kapott A vihar című telenovellában, ahol Marina Reverte és Magdalena Artigas szerepét játszotta William Levy oldalán.

## Magánélete
2017 tavaszán kötött házasságot Juan Carlos Valladares üzletemberrel.

## Filmográfia
| Év   | Eredeti cím  | Magyar cím | Szerep                                             | TV stúdió | Magyar hang  |
| ---- | ------------ | ---------- | -------------------------------------------------- | --------- | ------------ |
| 2013 | La tempestad | A vihar    | Marina Reverte Artigas / Magdalena Reverte Artigas | Televisa  | Kelemen Kata |

## Díjak és jelölések
People en Español-díj
| Év   | Kategória                        | Cím          | Eredmény |
| ---- | -------------------------------- | ------------ | -------- |
| 2013 | Legjobb új tehetség              | La tempestad | Nyertes  |
| 2013 | Legjobb páros ( William Levyvel) | La tempestad | Jelölés  |